# Plavilla

Plavilla este o comună în departamentul Aude din sudul Franței. În 1 ianuarie 2022 avea o populație de 142 de locuitori.